# Perctarit
Perctarit, död 688, var kung av det langobardiska riket 661–662 och 671–688. 